# Liste der Biografien/Lindr
Liste der Biografien |
Portal Biografien |
Personensuche
# |
A |
B |
C |
D |
E |
F |
G |
H |
I |
J |
K |
L |
M |
N |
O |
P |
Q |
R |
S |
T |
U |
V |
W |
X |
Y |
Z |
?
 
La |
Lb |
Lc |
Le |
Lg |
Lh |
Li |
Lj |
Ll |
Lm |
Lo |
Lp |
Lt |
Lu |
Lv |
Lw |
Lx |
Ly |
Lz
 
Lia |
Lib |
Lic |
Lid |
Lie |
Lif |
Lig |
Lih |
Lii |
Lij |
Lik |
Lil |
Lim |
Lin |
Lio |
Lip |
Liq |
Lir |
Lis |
Lit |
Liu |
Liv |
Liw |
Lix |
Liy |
Liz
 
Lina |
Linb |
Linc |
Lind |
Line |
Linf |
Ling |
Linh |
Lini |
Linj |
Link |
Linl |
Linn |
Lino |
Linp |
Lins |
Lint |
Linu |
Linv |
Linw |
Linx |
Liny |
Linz
 
Linda |
Lindb |
Linde |
Lindf |
Lindg |
Lindh |
Lindi |
Lindk |
Lindl |
Lindm |
Lindn |
Lindo |
Lindp |
Lindq |
Lindr |
Linds |
Lindt |
Lindu |
Lindv |
Lindw |
Lindz
Die Liste der Biografien führt alle Personen auf, die in der deutschsprachigen Wikipedia einen Artikel haben. Dieses ist eine Teilliste mit 11 Einträgen von Personen, deren Namen mit den Buchstaben „Lindr“ beginnt.

## Lindr

### Lindra
- Lindrath, Bernd (* 1959), deutscher Fußballspieler und -trainer
- Lindrath, Hermann (1896–1960), deutscher Politiker (CDU), MdB

### Lindro
- Lindroos, Lennart (1886–1921), finnischer Schwimmer
- Lindroos, Petri (* 1980), finnischer MusikerPetri Lindroos (* 1980)

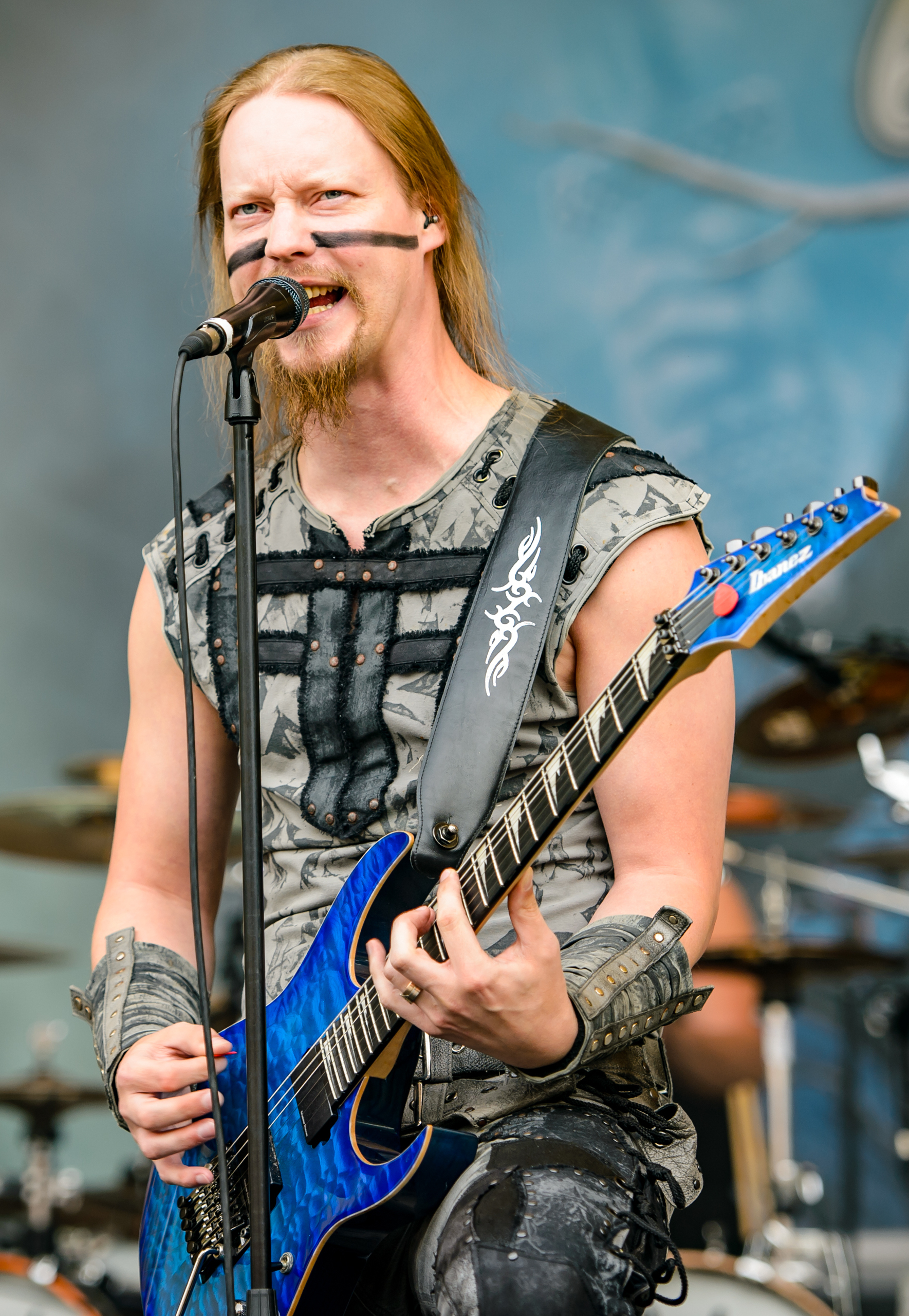
Petri Lindroos (* 1980)

- Lindros, Brett (* 1975), kanadischer Eishockeyspieler
- Lindros, Eric (* 1973), kanadischer Eishockeyspieler
- Lindroth von Bahr, Niki (* 1984), schwedische Filmregisseurin
- Lindroth, Eric (1951–2019), US-amerikanischer Wasserballspieler
- Lindroth, John (1883–1960), finnischer Turner
- Lindroth, John (1906–1974), finnischer Stabhochspringer

### Lindru
- Lindrum, Horace (1912–1974), australischer Snookerspieler